# Escarfia

Mapa con las operaciones del desarrollo de la Guerra Aquea en el año 146 a. C. donde se puede apreciar la situación de Escarfia o Escarfea.

Escarfia (en griego, Σκάρφη) es el nombre de una antigua ciudad griega de Lócride Epicnemidia, que fue mencionada por Homero en el Catálogo de las naves de la Ilíada.
Estrabón la ubica a diez estadios del mar y a treinta estadios de la ciudad de Tronio. Añade que los escarfieos habían ocupado el territorio donde antiguamente había estado ubicada Augías.
Según Demetrio de Calatis, Escarfia fue una de las poblaciones que resultó arrasada por un tsunami que tuvo lugar después de un terremoto. La fecha de este evento fue el 426 a. C.
Fue escenario de una batalla durante la Guerra Aquea donde las tropas romanas al mando de Metelo vencieron a las de la liga Aquea comandadas por Critolao, en el año 146 a. C.
Fue, junto con Tronio, una de las dos únicas ciudades de Lócride Epicnemidia que acuñaron moneda. La acrópolis de Escarfia se localiza al sur de la moderna ciudad de Molos, en la parte norte del monte Calídromo.